# Affaire Pechiney-Triangle
L'affaire Pechiney-Triangle est un scandale politico-financier de la fin des années 1980. Il s'agit d'un délit d'initiés à propos d'une offre publique d'achat du groupe français Pechiney, alors nationalisé, sur la société américaine Triangle, alors que Michel Rocard était Premier ministre. Une partie du dossier, révélée par le journalisme d'investigation, a ensuite fait l'objet d'une instruction judiciaire. Plusieurs personnalités politiques et du monde des affaires ont écopé de peines de prison.

## Description
En juillet 1988, des discussions sont entamées par Jean Gandois, le PDG du groupe nationalisé français Pechiney (numéro un mondial de l'aluminium), avec Nelson Peltz (en) et Peter May (en), les propriétaires de Triangle, société américaine cotée à New York. En novembre 1988, Pechiney annonce une offre publique d'achat sur Triangle. L'entreprise Pechiney est en effet particulièrement intéressée par la filiale de Triangle, American National Can (ANC), numéro un mondial de l’emballage.
Dans les jours qui précèdent l'annonce officielle de l'offre publique d'achat, entre le 14 et le 18 novembre 1988, le volume moyen d'échange du titre Triangle passe de 3 500 opérations par jour à 200 000 titres échangés en seulement une semaine. L'action Triangle s'envole de 10 à 56 USD. Pechiney doit donc finalement racheter Triangle à un prix beaucoup plus élevé que prévu. Le bénéfice réalisé par les auteurs de cette spéculation est estimé (après revente de leurs actions) à environ 48 millions de francs français (7,3 millions d'euros, ou 9 millions de dollars américains).
La SEC, autorité de contrôle des marchés boursiers américains, remarque ces mouvements inhabituels, retrace l'origine des ordres d'achat et avertit la Commission des opérations de bourse française.
Une procédure judiciaire est alors mise en route, dès février 1989. Pechiney est alors une société nationalisée, et des hommes politiques sont au courant de l’opération, annoncée en grande pompe dans la presse. Or, l'instruction met en évidence que certains d'entre eux et de leurs relations figurent parmi les acquéreurs de titres Triangle. Dans la mesure où ils ont bénéficié d'informations confidentielles sur l'OPA, les faits répondent donc à la qualification de délit d'initié.
Neuf personnes sont inculpées, parmi lesquelles :
- Alain Boublil, directeur de cabinet de Pierre Bérégovoy au ministère des Finances au moment des faits. Relaxé une première fois au bénéfice du doute en septembre 1993 par le tribunal correctionnel de Paris, il est condamné en appel en juillet 1994 à deux ans d’emprisonnement, dont un avec sursis. Après le rejet de son pourvoi en cassation en octobre 1995, il effectuera sa peine à la prison de la Santé pour avoir informé Roger-Patrice Pelat, l'ami de François Mitterrand, du rachat de Triangle par Pechiney[8],[9],[7].
- Jean-Pierre Emden, homme d'affaires français, ancien patron des jeans Lois et acquéreur de 6000 actions via Unigestion Banque, un établissement financier suisse, condamné à une amende de 500 000 francs[10],[7].
- Charbel Ghanem, homme d'affaires d'origine libanaise et de nationalité suisse, est condamné en première instance à dix-huit mois de prison avec sursis et 2,5 millions de francs d'amende[11]. À l'issue du procès en appel, le patron de Socofinance, informé des négociations par Samir Traboulsi, est finalement condamné à de la prison ferme : dix-huit mois dont douze mois avec sursis et 5 millions de francs d'amende[12]. En raison d'une erreur de rédaction dans l'arrêt rendu le 6 juillet 1994 par la cour d'appel de Paris, ce dernier est autorisé à se pourvoir en cassation[7].
- Patrick Gruman, courtier en titres, est condamné en juillet 1994 à six mois de prison avec sursis et 80 000 francs d'amende (contre 200 000 francs en première instance)[12]. Il est accusé d'avoir initié son ami Jean-Pierre Emden[13].
- Roger-Patrice Pelat, homme d'affaires français, proche du président François Mitterrand, décéde au début de l'instruction menée par la juge Edith Boizette, le 7 mars 1989[14]. Il avait réalisé 6,7 millions de francs de plus-values[11]. Il avait en effet acquis 10 000 titres Triangle en France via la banque Hottinger et 20 000 titres via la société suisse Experta Treuhand[7].
- Robert Reiplinger, associé de Max Théret, est condamné à quinze mois de prison avec sursis et 2 millions de francs d'amende (contre 2,5 millions d'amende en première instance)[12]. Il avait acquis pour son propre compte 2 000 actions Triangle en passant par la Suisse[7].
- Max Théret, financier du Parti socialiste, patron de la Compagnie Parisienne de Placements et fondateur de la Fnac, informé par son ami Roger-Patrice Pelat, achète 32 000 actions. Il est condamné à deux ans de prison avec sursis et 2,5 millions de francs d'amende[7].
- Samir Traboulsi, homme d'affaires libanais qui était au centre des négociations entre Pechiney et Triangle et l'informateur de Charbel Ghanem. Il est condamné à 20 millions de francs d'amende et deux ans de prison dont un avec sursis, soit la plus lourde condamnation du procès parmi les initiés[11],[15].

À l'examen de la presse avec le logiciel Alceste, le sociologue Pierre Lascoumes distingue 3 périodes médiatiques dans cette affaire : de 1988 à 1989, période de révélation des faits, les niveaux politiques et économiques sont les plus impliqués, et on parle de scandale ou d'affaire d'État. De 1990 à 1992, la dimension politique disparaît et laisse la place à la reconstitution des faits et aux aspects judiciaires, la gravité de l'affaire faiblissant. En 1993, période du procès, la dimension politique revient, mais il n'est plus question de scandale, et l'enquête et l'économie restent les sujets principaux. Dans l'ensemble, le traitement de cette affaire par la presse est extrêmement diversifié, chaque support d'information modifiant son approche en fonction de l'actualité. La seule tendance est que le registre du scandale laisse progressivement la place au registre d'une affaire.

## Chronologie
- 31 janvier 1989 : la COB transmet aux instances judiciaires son dossier d'enquête sur l'affaire[17].
- 3 février 1989 : le principal initié, Max Théret, désigné comme tel par le rapport de la COB, est inculpé et astreint à une caution de 8,8 millions de francs[10],[18].
- 16 février 1989 : Roger-Patrice Pelat et quatre autres personnes sont inculpés pour « recel de délit d'initié »[3].
- 7 mars 1989 : mort de Roger-Patrice Pelat (70 ans) par arrêt cardiaque[14].
- 2 juin 1993 - 29 septembre 1993 : procès en première instance[10],[19].
- 26 avril - 6 juillet 1994 : procès en appel[8],[19].